# Olympische Sommerspiele 1960/Teilnehmer (Neuseeland)
| Gelbes Symbol für Goldmedaillen mit stilisierten Olympischen Ringen | Graues Symbol für Silbermedaillen mit stilisierten Olympischen Ringen | Braundes Symbol für Bronzemedaillen mit stilisierten Olympischen Ringen |
| ------------------------------------------------------------------- | --------------------------------------------------------------------- | ----------------------------------------------------------------------- |
| 2                                                                   | —                                                                     | 1                                                                       |

Neuseeland nahm an den Olympischen Sommerspielen 1960 in der italienischen Hauptstadt Rom mit 37 Sportlern, 33 Männer und 4 Frauen, sowie elf Offiziellen teil.

## Medaillen
Mit zwei gewonnenen Gold- und einer Bronzemedaille belegte das neuseeländische Team Platz 14 im Medaillenspiegel.

### Gold
- Peter Snell – 800 Meter
- Murray Halberg – 5000 Meter

### Bronze
- Barry Magee – Marathon

## Teilnehmer nach Sportarten

### Leichtathletik
Männer
- Murray Halberg
- Jeff Julian
- Barry Magee
- Leslie Mills
- Dave Norris
- Ray Puckett
- Norman Read
- Barry Robinson
- Donal Smith
- Peter Snell

Frauen
- Valerie Morgan
- Valerie Sloper
- Jennifer Thompson
- Beverly Weigel

### Radsport
- Warwick Dalton
Bahnradfahren

### Hockey
Männer
- John Abrams, Jim Barclay, Phillip Bygrave, John Cullen, Ross Gillespie, Anthony Hayde, Noel Hobson, Ian Kerr, Murray Mathieson, Guy McGregor, Mervyn McKinnon, Kevin Percy, William Schaefer, Bruce Turner

### Rudern
Männer
- James Hill

### Segeln
Männer
- Helmer Pedersen
- Murray Rae
- Ralph Roberts
- Ron Watson

### Gewichtheben
- Don Oliver

### Ringen
- Fredrick Thomas
Freistil

### Reiten
- Adrian White
Springreiten

### Fechten
- Brian Pickworth
Florett
Degen
Säbel